# صوم يومي الاثنين والخميس
صوم الاثنين والخميس من أنواع صوم النفل في الإسلام، وهو صوم يومي الاثنين والخميس، وهو الصوم المستحب في الأسبوع، وهو أن يتحرى مريد التطوع بالصوم الصيام في كل اثنين وخميس من الأسبوع، وفي الحديث: عن عائشة «أم المؤمنين» قالت: «إن النبي ﷺ كان يتحرى صيام الاثنين والخميس».

## استحباب صوم يومي الاثنين والخميس
وثبت في مشروعية استحباب صوم يومي الاثنين والخميس دليل الترغيب، وهو أن يومي الاثنين والخميس تعرض فيهما الأعمال، ووجه ذلك: أن الصوم عمل فيستحب للمسلم الصوم فيهما ليعرض عمله وهو صائم، ويدل على هذا حديث: عن أبي هريرة: «أن النبي ﷺ قال: «تعرض الأعمال كل اثنين وخميس فأحب أن يعرض عملي وأنا صائم»». كما ورد أيضا في صوم يوم الاثنين حديث: عن أبي قتادة: «أن النبي ﷺ سئل عن صوم يوم الاثنين فقال: «ذلك يوم ولدت فيه، وأنزل علي فيه»». وفي هذا دليل استحباب صوم يومي الاثنين والخميس؛ لأنهما يومان تعرض فيهما الأعمال، وقوله في الحديث: قال: «ذلك يوم ولدت فيه وأنزل علي فيه»، ويوم الاثنين هو اليوم الذي كانت ولادته فيه، وهو أيضا اليوم الذي أنزل الله فيه عليه الوحي.

### وصلات خارجية
- سنن الترمذي